# Мілтон-Фрівотер (Орегон)
Мілтон-Фрівотер (англ. Milton-Freewater) — місто (англ. city) в США, в окрузі Уматілла штату Орегон. Населення — 7151 особа (2020).

## Географія
Мілтон-Фрівотер розташований за координатами 45°56′5″ пн. ш. 118°23′29″ зх. д. / 45.93472° пн. ш. 118.39139° зх. д. (45.934854, -118.391305).  За даними Бюро перепису населення США в 2010 році місто мало площу 5,16 км², уся площа — суходіл.

### Клімат
| Клімат : Мілтон-Фрівотер | Клімат : Мілтон-Фрівотер | Клімат : Мілтон-Фрівотер | Клімат : Мілтон-Фрівотер | Клімат : Мілтон-Фрівотер | Клімат : Мілтон-Фрівотер | Клімат : Мілтон-Фрівотер | Клімат : Мілтон-Фрівотер | Клімат : Мілтон-Фрівотер | Клімат : Мілтон-Фрівотер | Клімат : Мілтон-Фрівотер | Клімат : Мілтон-Фрівотер | Клімат : Мілтон-Фрівотер | Клімат : Мілтон-Фрівотер |
| Показник                 | Січ.                     | Лют.                     | Бер.                     | Квіт.                    | Трав.                    | Черв.                    | Лип.                     | Серп.                    | Вер.                     | Жовт.                    | Лист.                    | Груд.                    | Рік                      |
| Абсолютний максимум, °C  | 21,1                     | 25,6                     | 27,2                     | 32,2                     | 37,2                     | 40,6                     | 42,8                     | 43,9                     | 37,8                     | 33,3                     | 27,8                     | 21,7                     | 43,9                     |
| Середній максимум, °C    | 5,1                      | 8,4                      | 13,6                     | 18,1                     | 22,7                     | 26,7                     | 31,8                     | 30,8                     | 25,8                     | 18,6                     | 10,3                     | 6,0                      | 18,2                     |
| Середній мінімум, °C     | −2,9                     | −0,4                     | 2,8                      | 5,6                      | 9,0                      | 12,3                     | 15,5                     | 14,7                     | 10,8                     | 5,7                      | 1,2                      | −1,6                     | 6,1                      |
| Абсолютний мінімум, °C   | −27,2                    | −27,2                    | −14,4                    | −9,4                     | −3,9                     | 3,3                      | 3,9                      | 4,4                      | −2,2                     | −10,6                    | −24,4                    | −31,1                    | −31,1                    |
| Норма опадів, мм         | 42                       | 31                       | 39                       | 34                       | 36                       | 30                       | 9                        | 11                       | 17                       | 30                       | 43                       | 45                       | 369                      |
| Днів з опадами           | 11                       | 9                        | 10                       | 8                        | 8                        | 6                        | 2                        | 3                        | 4                        | 7                        | 11                       | 11                       | 90,0                     |
| ------------------------ | ------------------------ | ------------------------ | ------------------------ | ------------------------ | ------------------------ | ------------------------ | ------------------------ | ------------------------ | ------------------------ | ------------------------ | ------------------------ | ------------------------ | ------------------------ |
| Джерело:                 |                          |                          |                          |                          |                          |                          |                          |                          |                          |                          |                          |                          |                          |

## Демографія
Згідно з переписом 2010 року, у місті мешкало 7050 осіб у 2479 домогосподарствах у складі 1689 родин. Густота населення становила 1367 осіб/км².  Було 2742 помешкання (532/км²).
Расовий склад населення:
| - 70,9 % — білих - 0,8 % — корінних американців - 0,6 % — чорних або афроамериканців - 0,6 % — азіатів - 24,7 % — осіб інших рас |

До двох чи більше рас належало 2,5 %. Частка іспаномовних становила 43,1 % від усіх жителів.
За віковим діапазоном населення розподілялося таким чином: 30,4 % — особи молодші 18 років, 56,5 % — особи у віці 18—64 років, 13,1 % — особи у віці 65 років та старші. Медіана віку мешканця становила 31,5 року. На 100 осіб жіночої статі у місті припадало 97,5 чоловіків;  на 100 жінок у віці від 18 років та старших — 94,1 чоловіків також старших 18 років.
Середній дохід на одне домашнє господарство  становив 47 082 долари США (медіана — 35 076), а середній дохід на одну сім'ю — 55 637 доларів (медіана — 40 802). Медіана доходів становила 26 695 доларів для чоловіків та 21 174 долари для жінок. За межею бідності перебувало 33,7 % осіб, у тому числі 48,8 % дітей у віці до 18 років та 18,8 % осіб у віці 65 років та старших.
Цивільне працевлаштоване населення становило 3155 осіб. Основні галузі зайнятості: освіта, охорона здоров'я та соціальна допомога — 14,8 %, роздрібна торгівля — 13,4 %, сільське господарство, лісництво, риболовля — 12,7 %.